# 扬州三把刀
扬州三把刀是指厨刀、剃刀、修脚刀。扬州是公认的三把刀的故乡，三把刀成为扬州悠久历史的又一重要载体和象征。

## 厨刀
淮扬菜之所以能闻名海内外，成为中国四大菜系之一，扬州厨师使用厨刀的技术可以说是功不可没。通过历代名师口传身授，加之文人墨客总结宣扬，扬州厨刀被列为“三把刀”之首。扬州厨师善于用刀工、雕刻、点缀、配色等方法，做出的菜肴选料严格、刀工精细、火工考究清鲜味醇。其刀功有独到之处，他们运用近百种刀法变化，讲究象形、协调、洁净，色彩丰富、图案精美。如大煮干丝中的生姜丝，要求细如丝、匀如发，能穿针；扬州西瓜灯，则是用刀在西瓜皮上运用点缀、围边、嵌镶、套叠等手法，融雕刻与菜肴为一体。 不仅职业厨师，而且寻常人家主妇也大多是灶前能手，不少男性也喜掌勺。扬州厨师在历届全国烹饪比赛中，屡获金牌，出版《中国维扬菜》《中国扬州菜》《淮扬饮食文化史》等专著。
2001 年，扬州市被中国烹任协会授予“淮扬菜之乡”称号。
2005 年，全市限额以上餐饮企业28家，有经营网点57个，包括零售或餐饮网点50个，餐饮或零售营业面积8.14万平方米，从业人员3471人，实现利润106万元。

## 剃刀
扬州理发师凭借一身的好功夫让扬州剃刀名扬天下。
扬州理发与东北、湖北、广州三地理发合称为中国四大理发流派。扬州专职理发师出现于明末清初。民国年间，近郊农民为谋生计，入城从事剃头行业，理发队伍壮大。而今，扬州理发以操作细腻、细剪精修、刀法轻柔而见长，讲究根据顾客的头型、脸型、体态、气质选择发样，与顾客的相貌、年龄、性格、职业相称，与季节、环境相宜。
1990 年，市区有5家国营理发店和9家集体所有制理发店，职工108人，大部分是等级理发师。
2005 年，市区美发美容行业呈现良好势头，仅市区登记注册的美发美容店即有600多家，从业人员3000人左右，规模较大的美发美容店职工达100多人。美发美容业年营业额达到1亿元。品牌企业发展连锁店，行业的卫生、服务、环境和技术普遍规范。

## 修脚刀
临床上医师不方便处理的足部疾病，如鸡眼、厚甲等，修脚师应运修脚刀快速、无痛地修除。
宋代有“浴池挂壶” 之称（宋·吴曾《能改斋漫录》），扬州俗语亦有“澡堂的灯笼天天挂”一说。每到节日或喜庆之日到来之前，人们都习惯到浴室“洗一把澡”。
据清代林苏门书中记载，清时，扬州城内外澡堂数以百计。扬州沐浴业之兴旺，可见一斑。清代董伟业《扬州竹枝词》有“求条签去修双脚”句，证明当时的浴室有修脚行当的存在。
新中国成立初期，城区共有浴室24家，从业人员近500人。
1956 年公私合营后，建立浴业经理部，浴室合并为20家。
60年代，全市属商业系统管理的浴室只剩下12家，服务大大简化。
80年代中期，浴室数量增加，分布变广。除私营个体外，尚有工厂、学校、机关、招待所、街道等开办浴室，计240多家。
2005年，全市有沐浴企业520家，其中市区传统老浴室计有8家，经营面积在6000平方米以上，投资在1000万元以上的新型浴室有10多家，沐浴从业人员1.9万人，年营业收人5.7亿元。修脚刀不再局限于浴室内，大街小巷出现大量足部护理店，部分足疗店形成品牌。